# Dreibörnerbach
Der Dreibörnerbach ist ein knapp drei Kilometer langer Bach, der am Nordhang des Sonnenhübels entspringt und weiter westlich im Königsholz in den Triebenbach mündet. Um Platz für landwirtschaftliche Nutzflächen zu schaffen, wurde fast die Hälfte seines Verlaufs verrohrt. Von 2013 bis 2014 wurde der Bachlauf auf über 550 Metern wieder offengelegt und sein Ufer bepflanzt, um seine ökologischen Funktionen wiederherzustellen.

## Flora und Fauna

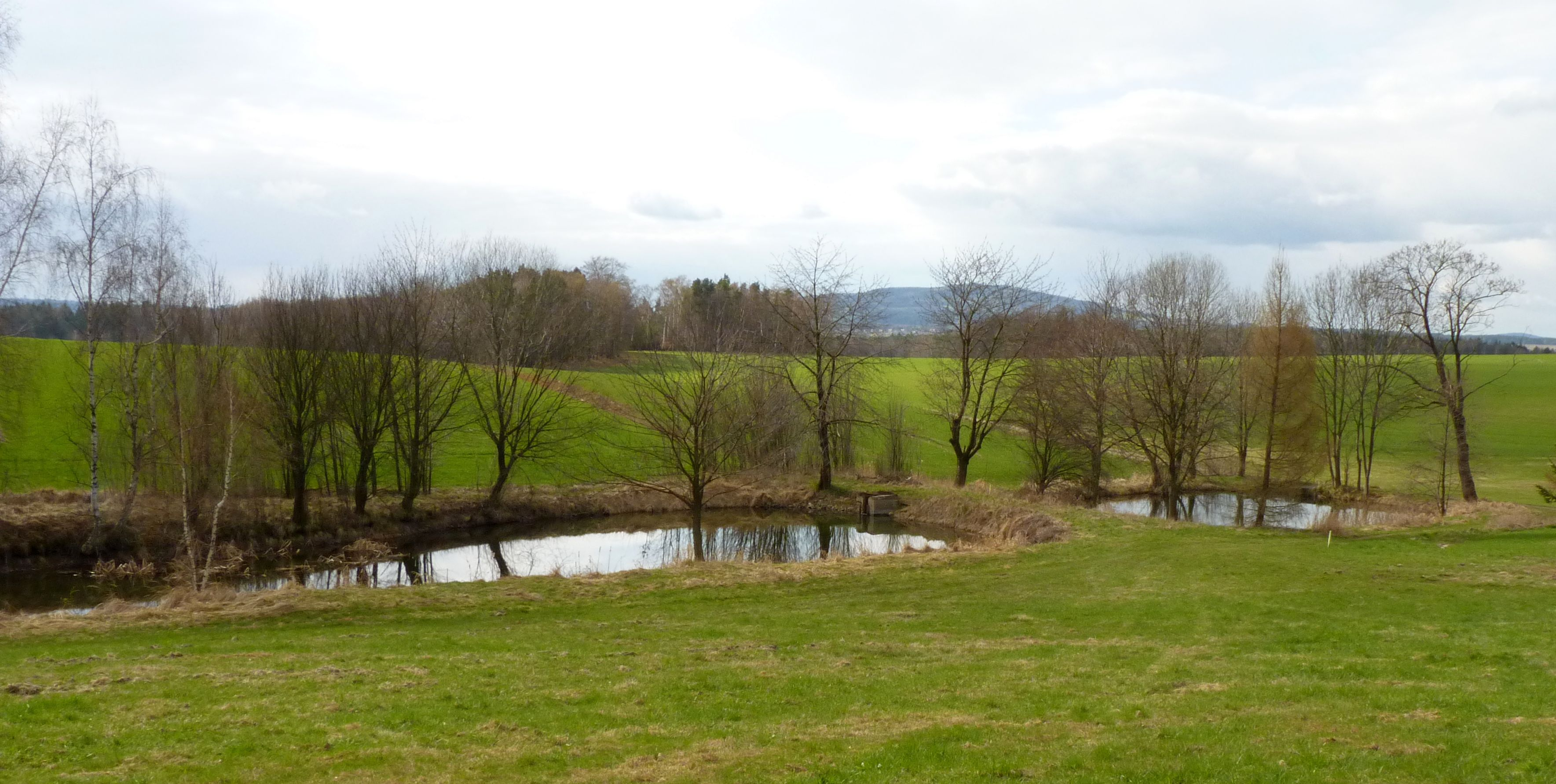
Fischteiche am Oberlauf des Baches

Der Bach durchfließt mehrere kleine Teiche, die für die Aufzucht und den Fang von Bachforellen genutzt werden. Im Juni 2011 wurde beschlossen, diese Teiche zu revitalisieren.
Entlang des Baches wurden mehrere kleine sumpfige Waldstücke erhalten, in diesen findet man das Sumpf-Herzblatt, das Gegenblättrige Milzkraut und die in Deutschland recht seltene Langährige Segge. Weitere auftretende Pflanzen sind der Holunderblättrige Baldrian und das Knäuel-Hornkraut, aus der Familie der Pilze ist der Gemeine Kugelschneller anzutreffen.

## Nutzung
Über einen Bohrbrunnen am Mittellauf des Baches wird Trinkwasser für die Orte Großhennersdorf, Oberseifersdorf und Niederoderwitz gewonnen.